# Wunsiedel im Fichtelgebirge
Wunsiedel là một thị trấn thuộc bang Bayern, Đức.

## Thành phố kết nghĩa
- Mende (Lozère), Pháp 1980
- Schwarzenberg/Erzgeb., Đức 1990
- Volterra, Ý 2006